# Temple Hill Entertainment
Temple Hill Entertainment или Temple Hill Productions — американская кино- и телекомпания, основанная в 2006 году продюсерами Виком Годфри и Марти Боуэном. Студия выпустила серию фильмов «Сумерки». Недавно студия подписала телевизионный контракт с Lionsgate.

## Фильмография

### Фильмы
| Дата выхода      | Название                                    | Режиссёр(ы)        | Дистрибьютор                     |
| ---------------- | ------------------------------------------- | ------------------ | -------------------------------- |
| 1 декабря 2006   | Рождественская история                      | Кэтрин Хардвик     | New Line Cinema                  |
| 21 ноября 2008   | Сумерки                                     | Кэтрин Хардвик     | Summit Entertainment             |
| 15 мая 2009      | Любовный менеджмент                         | Стефен Белбен      | Samuel Goldwyn Films             |
| 20 ноября 2009   | Сумерки. Сага. Новолуние                    | Chris Weitz        | Summit Entertainment             |
| 5 февраля 2010   | Дорогой Джон                                | Лассе Халльстрём   | Sony Pictures Releasing          |
| 30 июня 2010     | Сумерки. Сага. Затмение                     | Дэвид Слейд        | Summit Entertainment             |
| 13 мая 2011      | Всё путём!                                  | Дэн Раш            | Lionsgate и Roadside Attractions |
| 18 ноября 2011   | Сумерки. Сага: Рассвет — Часть 1            | Билл Кондон        | Summit Entertainment             |
| 14 сентября 2012 | 10 лет спустя                               | Джеми Линден       | Anchor Bay Entertainment         |
| 16 ноября 2012   | Сумерки. Сага: Рассвет — Часть 2            | Билл Кондон        | Summit Entertainment             |
| 13 февраля 2013  | Крепкий орешек: Хороший день, чтобы умереть | Джон Мур           | 20th Century Fox                 |
| 14 февраля 2013  | Тихая гавань                                | Лассе Халльстрём   | Relativity Media                 |
| 6 июня 2014      | Виноваты звёзды                             | Джош Бун           | 20th Century Fox                 |
| 19 сентября 2014 | Бегущий в лабиринте                         | Уэс Болл           | 20th Century Fox                 |
| 20 марта 2015    | Трейсеры                                    | Дэниел Бенмайор    | Saban Films                      |
| 10 апреля 2015   | Дальняя дорога                              | Джордж Тиллман-мл. | 20th Century Fox                 |
| 24 июля 2015     | Бумажные города                             | Джейк Шрейер       | 20th Century Fox                 |
| 18 сентября 2015 | Бегущий в лабиринте: Испытание огнём        | Уэс Болл           | 20th Century Fox                 |
| 24 марта 2017    | Могучие рейнджеры                           | Дин Израэлайт      | Lionsgate                        |
| 26 января 2018   | Бегущий в лабиринте: Лекарство от смерти    | Уэс Болл           | 20th Century Fox                 |
| 16 марта 2018    | С любовью, Саймон                           | Грег Берланти      | 20th Century Fox                 |
| 29 июня 2018     | Дядя Дрю                                    | Чарльз Стоун III   | Lionsgate                        |
| 17 августа 2018  | Дальше по коридору                          | Родриго Кортес     | Lionsgate                        |
| 21 сентября 2018 | Сама жизнь                                  | Дэн Фогельман      | Amazon Studios                   |
| 5 октября 2018   | Чужая ненависть                             | Джордж Тиллман мл. | 20th Century Fox                 |
| 12 октября 2018  | Человек на Луне                             | Дэмьен Шазелл      | Universal Pictures               |
| 25 октября 2019  | Команда Убийств                             | Дэн Краусс         | A24                              |
| 28 августа 2020  | Теперь все вместе                           | Бретт Хейли        | Netflix                          |
| 25 ноября 2020   | Самый счастливый сезон                      | Клеа Дюваль        | Hulu                             |
| 18 июня 2021     | Отцовство                                   | Пол Вайц           | Netflix                          |
| 20 мая 2022      | Чрезвычайное положение                      | Кэри Уильямс       | Amazon Studios                   |
| 23 сентября 2022 | Наверх                                      | Сэна Латан         | Paramount+                       |
| 30 сентября 2022 | Улыбка                                      | Паркер Финн        | Paramount Pictures               |
| 10 февраля 2023  | Кто-то, кого я раньше знал                  | Дэйв Франко        | Amazon Studios                   |
| 24 февраля 2023  | У нас есть призрак                          | Кристофер Лэндон   | Netflix                          |

### Предстоящие фильмы
| Дата выхода | Название                               | Режиссёр(ы)   | Дистрибьютор         |
| ----------- | -------------------------------------- | ------------- | -------------------- |
| N/A         | Черепахи до низу                       | Ханна Маркс   | HBO Max              |
| N/A         | The Supremes at Earl's All-You-Can-Eat | Тина Мабри    | Searchlight Pictures |
| N/A         | Children of Blood and Bone             | N/A           | Paramount Pictures   |
| N/A         | Багмэн                                 | Колм МакКарти | Lionsgate            |

## Телевидение

### Телесериалы
| Год        | Сериал                          | Создатель(и)                  |
| ---------- | ------------------------------- | ----------------------------- |
| 2011–15    | Месть                           | Майк Келли                    |
| 2015–17    | Роузвуд                         | Тодд Хэрсан                   |
| 2017–19    | Мистер Мерседес                 | Дэвид Э. Келли                |
| 2019       | В поисках Аляски                | Джош Шварц                    |
| 2020       | Чужак                           | Ричард Прайс                  |
| 2020–н. в. | Дейв                            | Лил Дики Джефф Шеффер         |
| 2020–22    | С любовью, Виктоп               | Исаак Аптакер Элизабет Бергер |
| 2023       | Grease: Rise of the Pink Ladies | Аннабель Оукс                 |